# Нивици
Нѝвици (на гръцки: Ψαράδες, Псарадес, до 1927 година Νίβιτσα, Нивица или Νίβιστα, Нивиста) е село в Република Гърция, в дем Преспа, област Западна Македония.

## География
Селото е разположено на 49 километра северозападно от град Лерин (Флорина) в подножието на продължението на планината Дева, на южния бряг на Голямото Преспанско езеро, близо до границите с Албания и със Северна Македония.

## История

### В Османската империя
Във втората грамота на Стефан Душан за манастира Трескавец от края на 1343 – началото на 1344 година сръбският крал потвърждава притежанието от манастира на двама рибари в „Нивици в Преспа“ на име Арматол и Добре, които преди това е дал някой византийски император:
| „ | Рибариѥ вь Прѣспѣ вь Нивицах именемь Арматол и Добре, що придаде царь сь всѣми правинами. | “ |

Селото е засвидетелствано и през XV век.
Българската църква в селото „Успение Богородично“ („Света Богородица“) е от 1893 година и е защитен паметник.
В края на XIX век Нивици е чисто българско село. В „Етнография на вилаетите Адрианопол, Монастир и Салоника“, издадена в Константинопол в 1878 година и отразяваща статистиката на населението от 1873 година, Нивици (Nivitzi) е посочено като село в каза Ресен с 30 домакинства и 92 жители българи.
В началото на XX век Нивици е чисто българско село в Битолска каза. Според статистиката на Васил Кънчов („Македония. Етнография и статистика“) в 1900 година в Нивица живеят 200 българи християни.
На Етнографската карта на Битолския вилает на Картографския институт в София от 1901 година Нивици е чисто българско село в Битолската каза на Битолския санджак със 70 къщи.
След Илинденското въстание през 1904 година цялото село минава под върховенството на Българската екзархия. По данни на секретаря на екзархията Димитър Мишев („La Macédoine et sa Population Chrétienne“) в 1905 година в Нивици (Nivitsi) има 528 българи екзархисти.
Според Георги Трайчев през 1911/1912 година в Нивици има 72 къщи с 696 жители и функционират църква с 2 свещеници и училище с 1 учител.

### В Гърция
През Балканската война в селото влизат гръцки части, а след Междусъюзническата война Нивици попада в Гърция. Боривое Милоевич пише в 1921 година („Южна Македония“), че Нивица има 93 къщи славяни християни. В 1927 година селото е прекръстено на Псарадес.
В 1981 година селото има 172 жители. Според изследване от 1993 година селото е чисто „славофонско“, като „македонският език“ в него е запазен на средно ниво.
В 1994 година Пападопуловата къща в селото е обявена за паметник на културата.
На 17 юни 2018 година в Нивици на брега на Голямото преспанско езеро е подписано Преспанското споразумение между Гърция и Северна Македония, според което втората страна възприема името Република Северна Македония.
| Име            | Име             | Ново име        | Ново име       | Описание                       |
| -------------- | --------------- | --------------- | -------------- | ------------------------------ |
| Баба           | Μπάμπας         | Никифору Ксифия | Νικηφ. Ξιφία   | връх на ЮИ от Нивици           |
| Осоо           | Όσοβο           | Анилион         | Άνήλιον        | гора в Дева на Ю от Нивици     |
| Мийойца        | Μιούτσα         | Тис Михалицас   | Τής Μιχαλίτσας | реката на Нивици               |
| Под Присоо     | Πότ Πρίσο       | Кедронас        | Κεδρώνας       | връх на ЮИ от Нивици (1156 m)  |
| Глабока падина | Γκλόμο Καπάδινα | Лакомата        | Λακκώματα      |                                |
| Дреничето      | Ντρενίτσετον    | Крания          | Κρανιά         | връх на СИ над Нивици (1109 m) |

Преброявания
- 1981 – 172 души
- 2001 – 158 души
- 2011 – 83 души

## Личности
Родени в Нивици
- Алексо Мирчев (1912 – 1949), гръцки комунист; женен в Песочница; войник на ДАГ от 1948 година; на 28 октомври 1948 година завършва Военната школа при щаба на ДАГ и става комисар на рота в 16-а бригада; загива при Неволянски връх на 12 февруари 1949 година по време на битката за Лерин[20]
- Георги Попов (Παπαγεώργιος Παπαδόπουλος, ? – 1907), гръцки свещеник, убит от българи през юни 1907 година
- Дине Нивишки (? – 1903), деец на ВМОРО
- Кръстин (? – 1903), деец на ВМОРО, четник на Никола Кокарев и Дине Нивишки
- Наке Илов, деец на ВМОРО, четник на Дине Нивишки

- Спиро Ристов Ристевски (1877 -?), български екзархийски свещеник